# Post Malone
Post Malone, artiestennaam van Austin Richard Post (Syracuse, New York, 4 juli 1995), is een Amerikaanse zanger, songwriter, muziekproducent en gitarist.
Op de middelbare school experimenteerde hij al met muziek. Hij zat in een heavymetalband en maakte op zijn zestiende een mixtape met het audioprogramma FL Studio. Hij zat voor korte tijd op Syracuse University, totdat hij stopte met studeren, waarna hij 1st Down ontmoette. Vaak wordt Post Malones muziek geassocieerd met hiphop en rap. Zelf maakt Post Malone duidelijk dat, buiten het feit dat hij rapt, zijn muziek geen rapmuziek is. In een interview zegt Post Malone: "You know, I'm not a rapper. I'm an artist. I don't make rap music."
Met zijn eerste single White Iverson (2015) werd hij door het grote publiek ontdekt. In augustus van dat jaar sloot hij zich aan bij het label Republic Records, waarna hij nummers zoals Congratulations (met Quavo) en Rockstar (met 21 Savage) produceerde, die respectievelijk op nummer 8 en 1 kwamen te staan in de Amerikaanse Billboard Hot 100. Hij bracht zijn debuutalbum Stoney uit in 2016, waarna zijn tweede album, Beerbongs & Bentleys, volgde in 2018. Zijn derde album, Hollywood's Bleeding, is sinds 6 september 2019 ook al een hit.
Hij heeft ook in een film gespeeld genaamd Spenser Confidential.

## Vroege jaren en het begin van zijn carrière
Austin Richard Post werd geboren op 4 juli 1995 in Syracuse, New York. Post werd opgevoed door zijn vader, Rich Post en zijn stiefmoeder, Jodie Post. Rich Post was een diskjockey en heeft Austin Post met veel nieuwe muziekgenres in contact gebracht, zoals hiphop, country en rock.
Toen Post 9 jaar oud was verhuisde hij naar Grapevine in Texas, omdat zijn vader de manager van een snackbar werd van de Dallas Cowboys. Post begon met gitaarspelen, waarna hij in 2010 auditie deed voor de band Crown the Empire. Hij werd afgewezen nadat een van zijn snaren tijdens de auditie knapte. Hij zei zijn interesse voor gitaarspelen te hebben gekregen door het populaire computerspel Guitar Hero. Volgens Post ontstond zijn interesse in professionele muziek pas toen hij in een heavymetalband terechtkwam. Niet veel later transformeerde zijn muziek naar soft rock en hiphop, nog voordat hij begon te experimenteren met het audioprogramma FL Studio. Toen Post 16 was maakte hij zijn eerste mixtape met behulp van het programma Audacity. De mixtape heette Young and After Them Riches. Hij liet het aan een paar van zijn klasgenoten op Grapevine High School horen. Hij zei dat hij zijn liefde voor muziek aan zijn vader te danken heeft, die hem, volgens Post, te veel muziekgenres heeft laten horen. Op school werd hij uiteindelijk door zijn klasgenoten benoemd tot "Most Likely to Become Famous". Ook werkte hij als tiener bij Chicken Express. Rond zijn vijftiende of zestiende kwam hij met zijn artiestennaam, een combinatie van zijn achternaam Post en Malone. Hij gaf zelf aan dat hij daarvoor een "random name generator" gebruikte.
Hij studeerde een paar maanden op Syracuse University, waar hij regelmatig wegbleef. Nadat hij was gestopt met studeren vertrok Post samen met zijn goeie vriend Jason Probst, die een professionele gamestreamer was, naar Los Angeles in Californië. Toen startte Post, Probst en een paar andere muzikanten en producers samen de muziekgroep BLCKVRD, waarmee ze muziek opnamen. Verschillende leden van de groep, inclusief Post, verhuisden naar San Fernando om samen te wonen. Dit is ook de tijd waarin Austin 1st Down van FKi ontmoette.

## Discografie

### Albums
| Album met eventuele hitnotering(en) in de Nederlandse Album Top 100 | Datum van verschijnen | Datum van binnenkomst | Hoogste positie | Aantal weken | Opmerkingen |
| ------------------------------------------------------------------- | --------------------- | --------------------- | --------------- | ------------ | ----------- |
| Stoney                                                              | 16-12-2016            | 17-12-2016            | 37              | 65           |             |
| Beerbongs & Bentleys                                                | 27-04-2018            | 05-05-2018            | 1(1wk)          | 140*         |             |
| Hollywood's Bleeding                                                | 06-09-2019            | 14-09-2019            | 1(3wk)          | 110*         |             |

| Album met hitnotering(en) in de Vlaamse Ultratop 200 albums | Datum van verschijnen | Datum van binnenkomst | Hoogste positie | Aantal weken | Opmerkingen |
| ----------------------------------------------------------- | --------------------- | --------------------- | --------------- | ------------ | ----------- |
| Stoney                                                      | 16-12-2016            | 17-12-2016            | 23              | 141          |             |
| Beerbongs & Bentleys                                        | 27-04-2018            | 05-05-2018            | 1(1wk)          | 202*         |             |
| Hollywood's Bleeding                                        | 06-09-2019            | 14-09-2019            | 1(3wk)          | 179*         |             |
| Twelve Carat Toothache                                      | 05-06-2022            | 11-06-2022            | 7               | 16           |             |
| Austin                                                      | 28-07-2023            | 06-08-2023            | 5               | 1*           |             |

### Singles
| Single met eventuele hitnotering(en) in de Nederlandse Top 40 | Datum van verschijnen | Datum van binnenkomst | Hoogste positie | Aantal weken | Opmerkingen |
| ------------------------------------------------------------- | --------------------- | --------------------- | --------------- | ------------ | --- |
| Congratulations                                               | 23-01-2017            | -                     |                 |              | met Quavo / Nr. 80 in de Single Top 100                                                                        |
| Candy Paint                                                   | 14-04-2017            | -                     |                 |              | Nr. 82 in de Single Top 100                                                                                    |
| I Fall Apart                                                  | 27-06-2017            | -                     |                 |              | Nr. 73 in de Single Top 100                                                                                    |
| Rockstar                                                      | 15-09-2017            | 30-09-2017            | 4               | 22           | met 21 Savage / Nr. 2 in de Single Top 100                                                                     |
| Homemade Dynamite (Remix)                                     | 15-09-2017            | -                     |                 |              | met Lorde, Khalid & SZA / Nr. 92 in de Single Top 100                                                          |
| Psycho                                                        | 23-02-2018            | 10-03-2018            | 18              | 7            | met Ty Dolla $ign / Nr. 8 in de Single Top 100                                                                 |
| 92 Explorer                                                   | 27-04-2018            | -                     |                 |              | Nr. 86 in de Single Top 100                                                                                    |
| Blame It on Me                                                | 27-04-2018            | -                     |                 |              | Nr. 94 in de Single Top 100                                                                                    |
| Otherside                                                     | 27-04-2018            | -                     |                 |              | Nr. 79 in de Single Top 100                                                                                    |
| Over Now                                                      | 27-04-2018            | -                     |                 |              | Nr. 60 in de Single Top 100                                                                                    |
| Paranoid                                                      | 27-04-2018            | -                     |                 |              | Nr. 33 in de Single Top 100                                                                                    |
| Rich & Sad                                                    | 27-04-2018            | -                     |                 |              | Nr. 54 in de Single Top 100                                                                                    |
| Same Bitches                                                  | 27-04-2018            | -                     |                 |              | Nr. 65 in de Single Top 100 / met G-Eazy & YG                                                                  |
| Spoil My Night                                                | 27-04-2018            | -                     |                 |              | Nr. 43 in de Single Top 100 / met Swae Lee                                                                     |
| Stay                                                          | 27-04-2018            | 23-03-2019            | tip15           | -            | Nr. 66 in de Single Top 100                                                                                    |
| Takin' Shots                                                  | 27-04-2018            | -                     |                 |              | Nr. 72 in de Single Top 100                                                                                    |
| Zack and Codeine                                              | 27-04-2018            | -                     |                 |              | Nr. 63 in de Single Top 100                                                                                    |
| Better Now                                                    | 30-04-2018            | 26-05-2018            | 9               | 16           | Nr. 5 in de Single Top 100                                                                                     |
| Ball for Me                                                   | 04-05-2018            | -                     |                 |              | Nr. 61 in de Single Top 100 / met Nicki Minaj                                                                  |
| Jackie Chan                                                   | 18-05-2018            | 02-06-2018            | 2               | 20           | met Tiësto, Dzeko & Preme / Nr. 7 in de Single Top 100                                                         |
| Sunflower                                                     | 19-10-2018            | 03-11-2018            | 19              | 4            | met Swae Lee / van de soundtrack Spider-Man: Into the Spider-Verse / Nr. 33 in de Single Top 100 / Alarmschijf |
| Wow.                                                          | 24-12-2018            | 12-01-2019            | tip1            | -            | Nr. 21 in de Single Top 100                                                                                    |
| Goodbyes                                                      | 05-07-2019            | 20-07-2019            | 16              | 14           | met Young Thug / Nr. 5 in de Single Top 100                                                                    |
| Circles                                                       | 30-08-2019            | 14-09-2019            | 3               | 25           | Nr. 4 in de Single Top 100 / Alarmschijf                                                                       |
| A Thousand Bad Times                                          | 09-09-2019            | -                     |                 |              | Nr. 44 in de Single Top 100                                                                                    |
| Allergic                                                      | 09-09-2019            | -                     |                 |              | Nr. 56 in de Single Top 100                                                                                    |
| Die for Me                                                    | 09-09-2019            | -                     |                 |              | met Future & Halsey / Nr. 38 in de Single Top 100                                                              |
| Enemies                                                       | 06-09-2019            | -                     |                 |              | met DaBaby / Nr. 32 in de Single Top 100                                                                       |
| Hollywood's Bleeding                                          | 09-09-2019            | -                     |                 |              | Nr. 20 in de Single Top 100                                                                                    |
| I Know                                                        | 09-09-2019            | -                     |                 |              | Nr. 90 in de Single Top 100                                                                                    |
| I'm Gonna Be                                                  | 09-09-2019            | -                     |                 |              | Nr. 65 in de Single Top 100                                                                                    |
| Internet                                                      | 09-09-2019            | -                     |                 |              | Nr. 91 in de Single Top 100                                                                                    |
| Myself                                                        | 09-09-2019            | -                     |                 |              | Nr. 85 in de Single Top 100                                                                                    |
| On the Road                                                   | 09-09-2019            | -                     |                 |              | met Meek Mill & Lil Baby / Nr. 41 in de Single Top 100                                                         |
| Staring At the Sun                                            | 09-09-2019            | -                     |                 |              | met SZA / Nr. 70 in de Single Top 100                                                                          |
| Take What You Want                                            | 09-09-2019            | -                     |                 |              | met Ozzy Osbourne & Travis Scott / Nr. 37 in de Single Top 100                                                 |
| Saint-Tropez                                                  | 11-09-2019            | -                     |                 |              | Nr. 23 in de Single Top 100                                                                                    |
| Forever                                                       | 14-02-2020            | -                     |                 |              | met Justin Bieber & Clever / Nr. 31 in de Single Top 100                                                       |
| Tommy lee                                                     | 12-06-2020            | -                     |                 |              | |
| Spicy                                                         | 22-10-2020            | -                     |                 |              | met Ty Dolla $ign / Nr. 97 in de Single Top 100                                                                |
| Only Wanna Be with You                                        | 28-02-2021            | 06-03-2021            | tip12           | -            | |
| Motley Crew                                                   | 09-07-2021            | -                     |                 |              | Nr. 73 in de Single Top 100                                                                                    |
| One Right Now                                                 | 2021                  | 20-11-2021            | 25              | 3            | met The Weeknd                                                                                                 |
| Cooped Up                                                     | 2022                  | -                     |                 |              | met Roddy Rich / Nr. 70 in de Single Top 100                                                                   |
| I Like You (A Happier Song)                                   | 2022                  | -                     |                 |              | met Doja Cat / Nr. 44 in de Single Top 100                                                                     |
| Chemical                                                      | 2023                  | 01-05-2023            | 3               | 29           | |
| Enough Is Enough                                              | 2023                  | 12-08-2023            | 26              | 11           | |
| I Had Some Help                                               | 2024                  | 10-05-2024            | 6               | 27           | met Morgan Wallen                                                                                              |

| Single met hitnotering(en) in de Vlaamse Ultratop 50 | Datum van verschijnen | Datum van binnenkomst | Hoogste positie | Aantal weken | Opmerkingen                                           |
| ---------------------------------------------------- | --------------------- | --------------------- | --------------- | ------------ | ----------------------------------------------------- |
| White Iverson                                        | 2016                  | 20-02-2016            | tip             | -            |                                                       |
| Congratulations                                      | 2017                  | 25-02-2017            | tip34           | -            | met Quavo                                             |
| Rockstar                                             | 2017                  | 30-09-2017            | 5               | 25           | Met 21 Savage / 2x Platina                            |
| Psycho                                               | 2017                  | 10-03-2017            | 15              | 14           | met Ty Dolla $ign / Goud                              |
| Better Now                                           | 2018                  | 19-05-2018            | 16              | 21           | Platina                                               |
| Jackie Chan                                          | 2018                  | 14-07-2018            | 13              | 18           | met Tiësto, Dzeko & Preme                             |
| Sunflower                                            | 2018                  | 27-10-2018            | 15              | 17           | met Swae Lee / Goud                                   |
| Wow.                                                 | 2018                  | 05-01-2019            | 20              | 21           | Goud                                                  |
| Goodbyes                                             | 2019                  | 20-07-2019            | 22              | 14           | met Young Thug                                        |
| Circles                                              | 2019                  | 14-09-2019            | 5               | 36           | Goud                                                  |
| Writing on the Wall                                  | 2019                  | 05-10-2019            | tip46           | -            |                                                       |
| Wolves                                               | 2020                  | 26-09-2020            | tip             | -            | met Big Sean                                          |
| Spicy                                                | 2020                  | 31-10-2020            | tip             | -            | met Ty Dolla $ign                                     |
| Only Wanna Be with You                               | 2021                  | 06-03-2021            | tip             | -            |                                                       |
| Life's a Mess II                                     | 2021                  | 20-03-2021            | tip             | -            | met Juice WRLD & Clever                               |
| I Did It                                             | 2021                  | 08-05-2021            | tip             | -            | met DJ Khaled, Megan Thee Stallion, Lil Baby & DaBaby |
| One Right Now                                        | 2021                  | 13-11-2021            | 43              | 1            | met The Weeknd                                        |
| Chemical                                             | 2023                  | 01-05-2023            | 11              | 37           |                                                       |
| I Had Some Help                                      | 2024                  | 10-05-2024            | 13              | 32*          | met Morgan Wallen / Goud                              |

### NPO Radio 2 Top 2000
| Nummers met noteringen in de NPO Radio 2 Top 2000 | '20  | '21  | '22  | '23 | '24  |
| ------------------------------------------------- | ---- | ---- | ---- | --- | ---- |
| Chemical                                          | ×    | ×    | ×    | -   | 1806 |
| Circles                                           | 1001 | 1310 | 1392 | 921 | 1425 |

1. ↑  Een '-' betekent dat het nummer niet was genoteerd, een '×' betekent dat het nummer nog niet was uitgebracht en een vetgedrukt getal geeft de hoogste notering van een nummer aan.
2. ↑  2020 was het eerste jaar met een notering voor Post Malone.

## Filmografie
| Jaar | Titel                                       | Rol                | Opmerkingen     |
| ---- | ------------------------------------------- | ------------------ | --------------- |
| 2018 | Spider-Man: Into the Spider-Verse           | Brooklyn Bystander | stem            |
| 2020 | Spenser Confidential                        | Squeeb             | als Austin Post |
| 2021 | Wrath of Man                                | Overvaller         | als Austin Post |
| 2023 | Teenage Mutant Ninja Turtles: Mutant Mayhem | Ray Fillet         | stem            |
| 2024 | Road House                                  | Carter             | als Austin Post |